# Барсетка

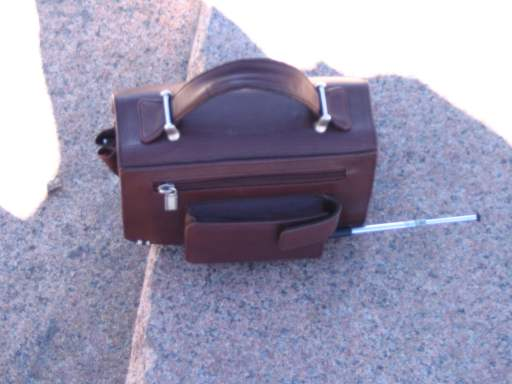
Барсетка

Барсе́тка, також борсетка (від італ. borsetta — сумочка) — невеличка чоловіча сумка зі шкіри або замінника шкіри, яку носять в руках або через плече, і в яку зазвичай вміщаються документи, гроші, ключі, візитні та кредитні карточки, мобільний телефон та інші дрібні предмети.